# Nampicuan
Nampicuan is een gemeente in de Filipijnse provincie Nueva Ecija op het eiland Luzon. Bij de laatste census in 2007 had de gemeente bijna 12 duizend inwoners.

## Geografie

### Bestuurlijke indeling
Nampicuan is onderverdeeld in de volgende 21 barangays:
| - Alemania - Ambasador Alzate Village - Cabaducan East - Cabaducan West - Cabawangan - East Central Poblacion - Edy - Estacion - Maeling - Mayantoc - Medico | - Monic - North Poblacion - Northwest Poblacion - Recuerdo - South Central Poblacion - Southeast Poblacion - Southwest Poblacion - Tony - West Central Poblacion - West Poblacion |

## Demografie
Nampicuan had bij de census van 2007 een inwoneraantal van 11.786 mensen. Dit zijn 753 mensen (6,8%) meer dan bij de vorige census van 2000. De gemiddelde jaarlijkse groei komt daarmee uit op 0,91%, hetgeen lager is dan het landelijk jaarlijks gemiddelde over deze periode (2,04%). Vergeleken met de census van 1995 is het aantal mensen met 1.078 (10,1%) toegenomen.

De bevolkingsdichtheid van Nampicuan was ten tijde van de laatste census, met 11.786 inwoners op 52,6 km², 203,6 mensen per km².